# World Trade Center (buurt)

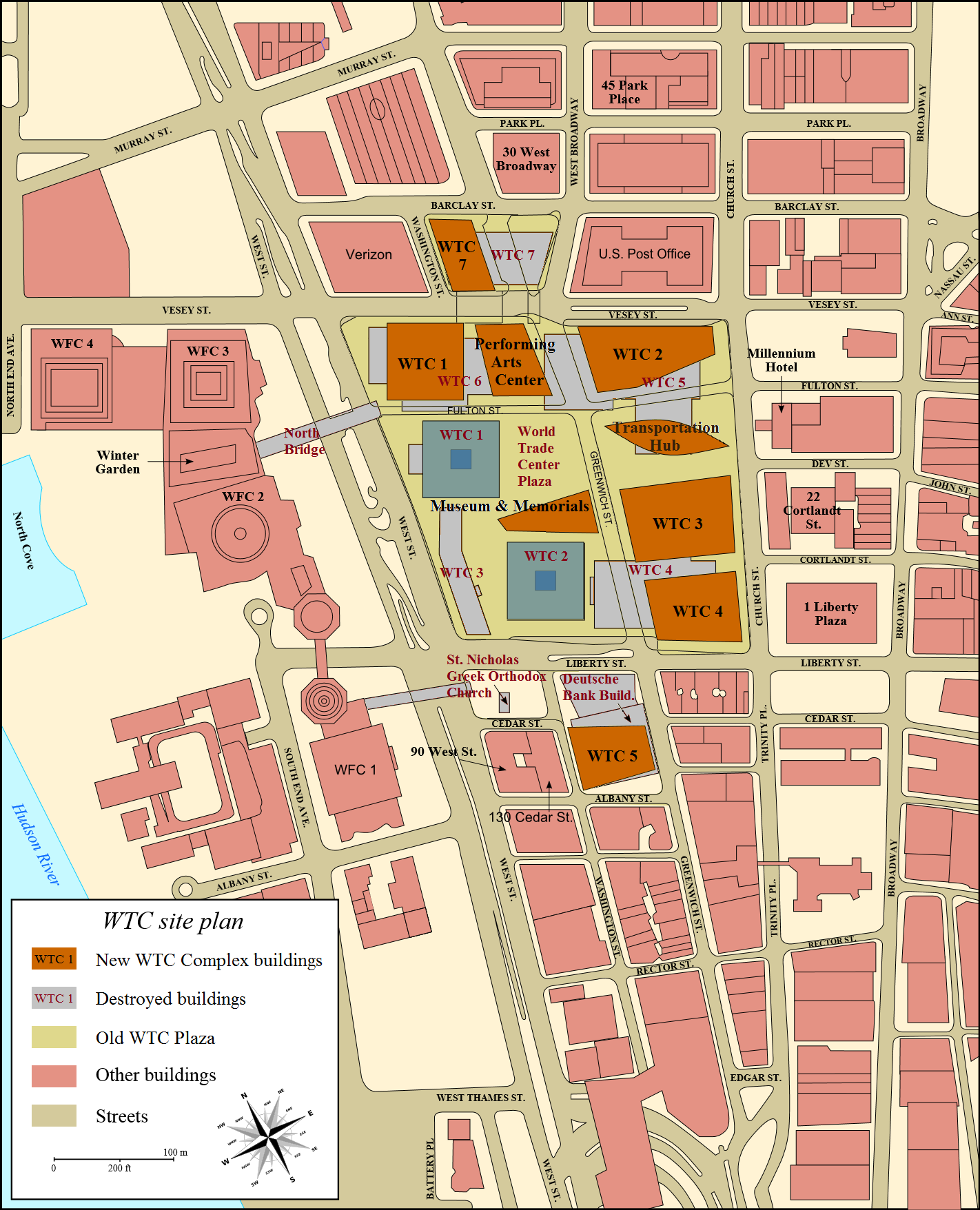
Plattegrond, situatie na 9/11

World Trade Center is een wijk in Lower Manhattan, het financiële centrum van New York. De wijk grenst aan Battery Park City, Wall Street en Park Row. Tussen 1966 en 2001 was de wijk de locatie van het kantorencomplex World Trade Center.
De wijk beslaat een oppervlakte van 146.000 m². Het originele kantorencomplex was gelegen aan Church-, Vesey- en Liberty Street en langs de Miller Highway. De gentrificatie van Lower Manhattan moest de stad New York opwaarderen als het epicentrum van wereldhandel. Alle gebouwen van het World Trade Center werden verwoest bij de aanslagen op 11 september 2001, waarvan de symbolische en iconisch geworden Twin Towers (het One- en Two World Trade Center) instortten nadat twee door de paramilitaire beweging Al Qaida gekaapte verkeersvliegtuigen de gebouwen doelbewust werden ingevlogen.
Zes van de zeven gebouwen worden sedertdien vervangen door het nieuwe en deels voltooide World Trade Center. Op de World Trade Center site wordt al 20 jaar gewerkt aan de heropbouw van het complex. Het 7 World Trade Center was in mei 2006 het eerst voltooide gebouw, maar de bouw van de andere gebouwen liep al veel vertraging op. Het One World Trade Center, het hoofdgebouw van het complex, werd in gebruik genomen op 3 november 2014.
De heropbouw van het Three World Trade Center en Four World Trade Center werd inmiddels afgerond, maar de constructie van zowel het Two World Trade Center als Five World Trade Center sleept al jaren aan. Het Six World Trade Center zal niet worden heropgebouwd. Het World Financial Center stond in verbinding met de site via voetgangersbruggen, maar na 2001 werd deze verbinding beperkt tot Liberty Park.
"World Trade Center" is de naam van één district en heeft dus een eigen ZIP-code, 10007. Het voormalige World Trade Center had als postcode 10048.

## Geschiedenis

### Twin Towers

#### Planning en bouw
In 1946 gaf de wetgevende macht van de staat New York toestemming voor de ontwikkeling van een wereldhandelscentrum in het financiële district van Manhattan, een finaal verworpen concept. Het zou echter duren tot 1958 voordat David Rockefeller, kleinzoon van de steenrijke John D. Rockefeller en topbankier bij de Chase Manhattan Bank, zijn plannen uit de doeken deed om een gebouwencomplex op te trekken aan de niet meer rendabele haven South Street Seaport, langs de oostkant van Lower Manhattan.
Het eerste voorstel was evenwel slechts één gebouw met 70 verdiepingen en dus niet de Twin Towers langs de westkant naar ontwerp van architect Minoru Yamasaki in samenwerking met Julian Roth van Emery Roth & Sons en civiel ingenieur Leslie E. Robertson. Het was gouverneur Nelson Rockefeller, de broer van David, die het World Trade Center-project doordreef. De Port Authority of New York and New Jersey en zijn toenmalige directeur Austin J. Tobin hielden toezicht op het project dat $ 400 miljoen kostte, of omgerekend $ 2,5 miljard voor 2018. Het complex kwam te staan op de locatie van de wijk Radio Row ten westen van Park Row en Broadway, waardoor duizenden handelaars werden onteigend.
Centraal in de wijk en het complex stonden de twee identieke, 110 verdiepingen tellende Twin Towers van het World Trade Center: North Tower (417 meter, met radio- en televisieantenne) en South Tower (415 meter). De bouw van beide wolkenkrabbers heeft zeven jaar geduurd, nadat onder meer stakingen van de bouwvakkers de bouw hadden belemmerd. De gebouwen werden officieel geopend op 4 april 1973.
Het complex, en dan vooral de Twin Towers, zou uitgroeien tot een icoon van de Verenigde Staten en vooral van de stad New York. Bovendien waren de torens de belangrijkste componenten van de skyline van Manhattan.
Het originele complex bestond uit een plein, het Austin J. Tobin Plaza, en nog vijf andere gebouwen: het Vista International Hotel uit 1981, en drie zwarte gebouwen met 9 verdiepingen; het Four World Trade Center en Five World Trade Center aan Church Street en het Six World Trade Center langs de Miller Highway en later West Street. Voorts lag onder het complex winkelcentrum The Mall at the World Trade Center. Het 7 World Trade Center werd pas in 1987 aan het complex toegevoegd.
De snelweg waarlangs het complex was gelegen, de Miller Highway, verdween begin jaren 80 om plaats te ruimen voor het World Financial Center.
Het originele World Trade Center met vijf en finaal zeven gebouwen sierde 28 jaar de skyline van Manhattan, maar heeft een turbulent en dramatisch bestaan gekend. In de zomer van 2001 werden in beide torens ongeveer 50.000 werknemers tewerkgesteld en ongeveer 500 bedrijven huurden op dat moment kantoorruimte in de Twin Towers.

#### Bomaanslag en 9/11

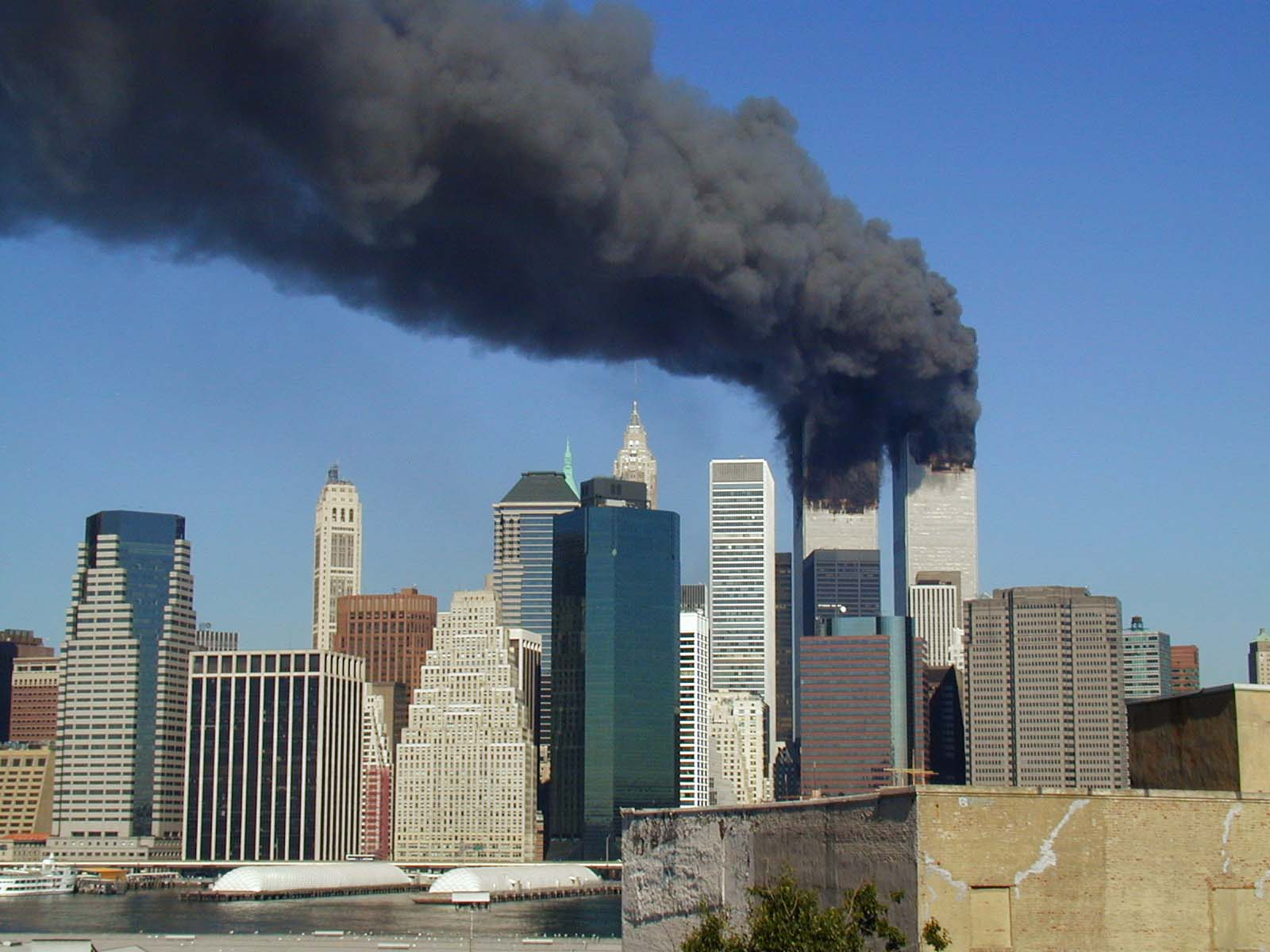
Twin Towers (North Tower staat rechts) staan in brand op 11 september 2001

Twee jaar na de opening van het complex brak op 13 februari 1975 een felle brand uit op de elfde verdieping van de North Tower, waardoor nog eens zes andere verdiepingen beschadigd werden.
Op 26 februari 1993 lieten terroristen een busje vol explosieven achter in een ondergrondse parkeergarage van de North Tower. Bij de resulterende explosie lieten 6 mensen het leven. Meer dan 1.000 mensen raakten zwaargewond, maar de ramp veroorzaakte geen grote schade aan het complex.
Acht jaar later liep het in dat opzicht wel mis. De Twin Towers van het World Trade Center stortten in als gevolg van de terroristische aanslagen op 11 september 2001, waarbij 's ochtends twee passagiersvliegtuigen in de torens gevlogen werden. Het 7 World Trade Center stortte in de namiddag in door opgelopen schade na de instorting van de Twin Towers. Alle overige gebouwen van het complex liepen onherstelbare schade op.
Het National September 11 Memorial & Museum dient als herdenkingsmonument voor zowel de 2.573 slachtoffers als de Twin Towers. Benevens beide terroristische aanslagen werd het complex ook getroffen door een bankroof op 14 januari 1998.

#### Gebouwen
| Naam                                                                                       | Hoogte | Voltooid | Afbeelding | Opmerking |
| ------------------------------------------------------------------------------------------ | ------ | -------- | ---------- | --- |
| North Tower – One World Trade Center (WTC 1)                                               | 417 m  | 1972     |            | Hoogste bouwwerk ter wereld van 1972 tot 1973 |
| South Tower – Two World Trade Center (WTC 2)                                               | 415 m  | 1973     |            | |
| Marriott World Trade Center – Vista International Hotel – Three World Trade Center (WTC 3) | 74 m   | 1981     |            | Tot 1995 bekend als Vista International Hotel; oorspronkelijk eigendom van Hilton Hotels & Resorts, maar tot zijn verwoesting geëxploiteerd door Marriott International                                |
| Four World Trade Center                                                                    | 36 m   | 1975     |            | |
| Five World Trade Center                                                                    | 36 m   | 1972     |            | |
| Six World Trade Center                                                                     | 28 m   | 1973     |            | U.S. Customs House; hoofdkwartier van United States Department of Homeland Security's U.S. Customs and Border Protection in New York, dat importtarieven verzamelt en andere grensbeveiliging uitvoert |
| 7 World Trade Center                                                                       | 190 m  | 1987     |            | |

### Herbouw van het World Trade Center

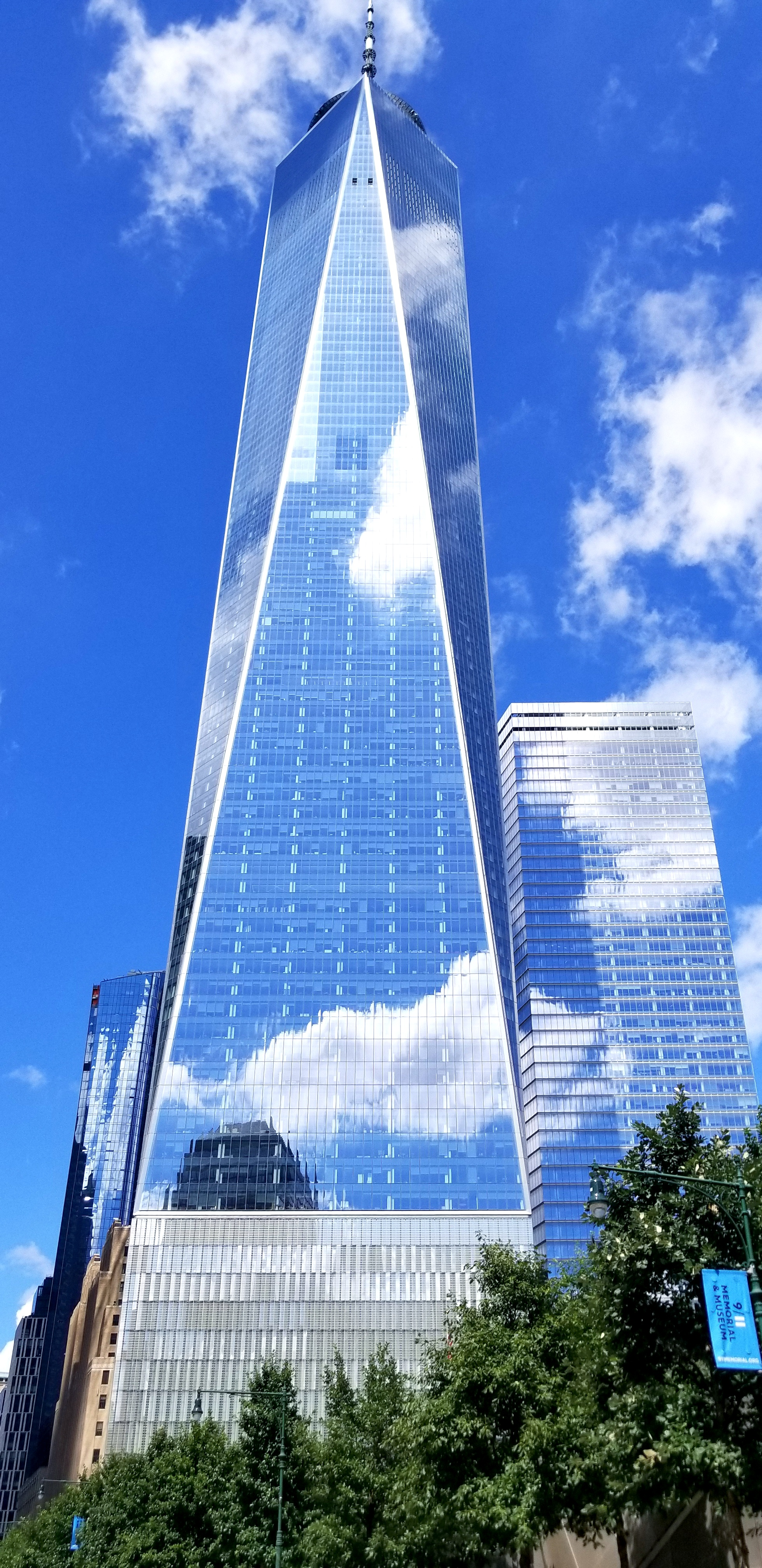
Het One World Trade Center in 2018

Twee weken na de aanslagen op 11 september 2001 zwoeren burgemeester Rudy Giuliani, gouverneur van de staat New York George Pataki en president George W. Bush de site van het World Trade Center, na de aanslagen aangeduid als ground zero, te herbouwen. Op de dag van de aanslagen riep Giuliani uit: "We zullen herbouwen, we zullen sterker terugkomen dan voorheen; politiek sterker en economisch sterker. De skyline zal weer compleet worden."
Voor het Amerikaans Congres verklaarde Bush: "Als een symbool van het voornemen van Amerika, zal mijn regering samenwerken met het Congres, en deze twee leiders, om de wereld te laten zien dat we New York zullen herbouwen."
De toenmalige gouverneur van de staat New York George Pataki richtte in november 2001 de Lower Manhattan Development Corporation (LMDC) op, dit als een officiële commissie die toeziet op het herstelproces. Het LMDC coördineert federale hulp bij het wederopbouwproces en werkt samen met de Port Authority of New York and New Jersey, huurder Larry Silverstein en architectenbureau Studio Daniel Libeskind aan de herbouw van de site. De Port Authority verzorgt ook de communicatie met de lokale gemeenschap, bedrijven, de stad en familieleden van slachtoffers van de aanslagen. Het LMDC had echter een twijfelachtige juridische status omdat de Port Authority het grootste deel van het onroerend goed bezat en omdat Larry Silverstein in juli 2001 de kantoorruimte van het World Trade Center had geleased. LMDC heeft in april 2002 zijn wens uitgesproken en beweerde dat haar bedoeling was om de skyline van Lower Manhattan te revitaliseren.
Tien jaar na de aanslagen werd slechts één gebouw, 7 World Trade Center, herbouwd. Het gebouw is een ontwerp van architect David Childs en Skidmore, Owings & Merrill. Vanaf juni 2018 omvatten de gebouwen die tot nu toe zijn herbouwd: 7 World Trade Center, One World Trade Center, Four World Trade Center en Three World Trade Center. Het bouwontwerp is merendeels van de hand van Daniel Libeskind. De Twin Towers werden gebouwd in een tijdspanne van vijf jaar na de start van de planningsfase, maar de duur van de herbouw van de site werd meest recent vastgelegd op ten vroegste 2022.

#### Gebouwen
| Naam                     | Hoogte | Voltooid            | Afbeelding | Opmerking                                                                                               |
| ------------------------ | ------ | ------------------- | ---------- | --- |
| One World Trade Center   | 541 m  | 2014                |            | Hoogste gebouw van New York sinds 2013                                                                  |
| Two World Trade Center   | 410 m  | nog in aanbouw      |            | |
| Three World Trade Center | 329 m  | 2018                |            | |
| Four World Trade Center  | 298 m  | 2013                |            | |
| Five World Trade Center  | 226 m  | (niet meer) gepland |            | |
| 7 World Trade Center     | 226 m  | 2006                |            | Het 7 World Trade Center staat op exact dezelfde locatie als zijn voorloper, naast het Verizon Building |

#### Museum en monumenten

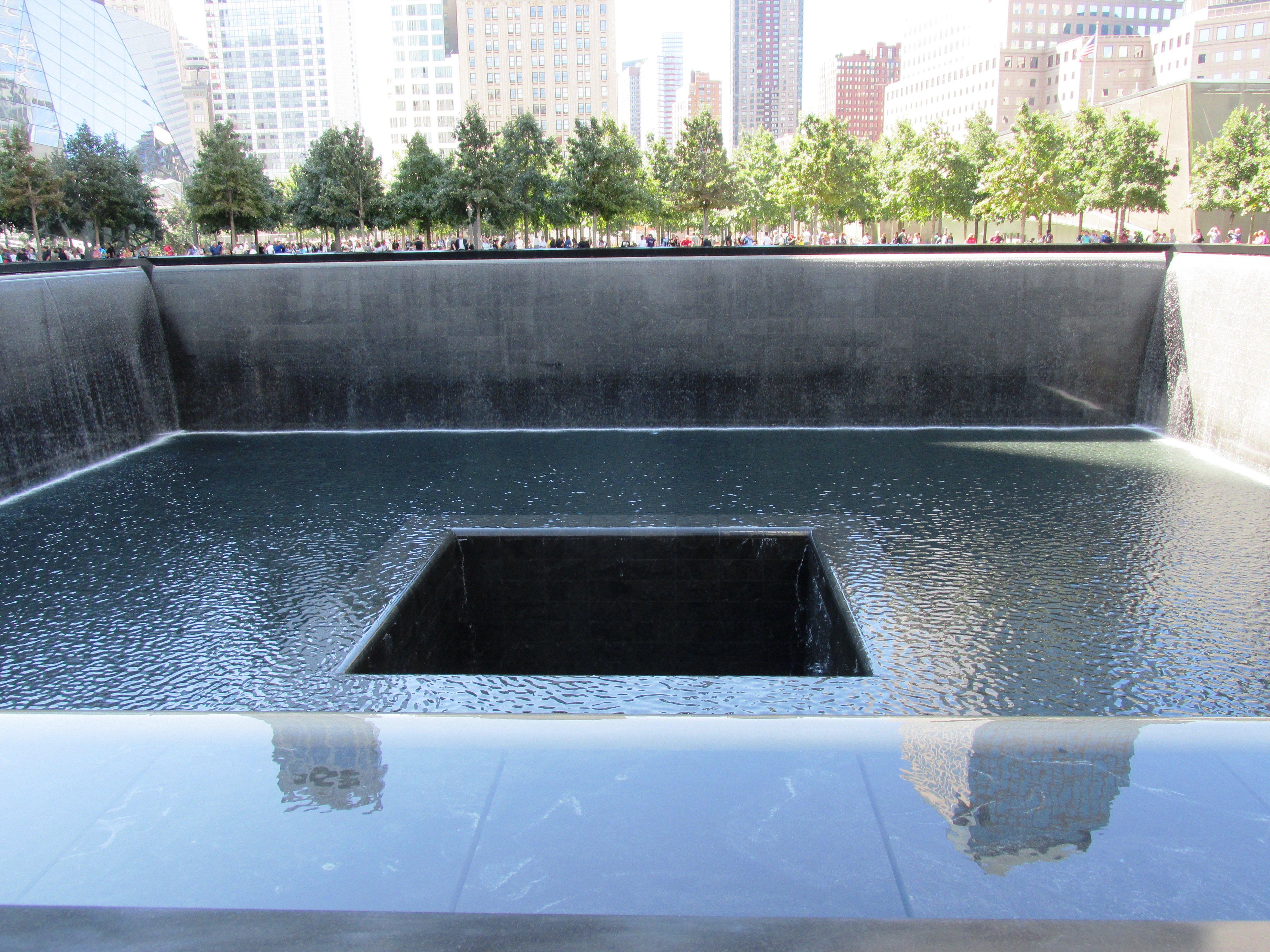
Reflecting Absence

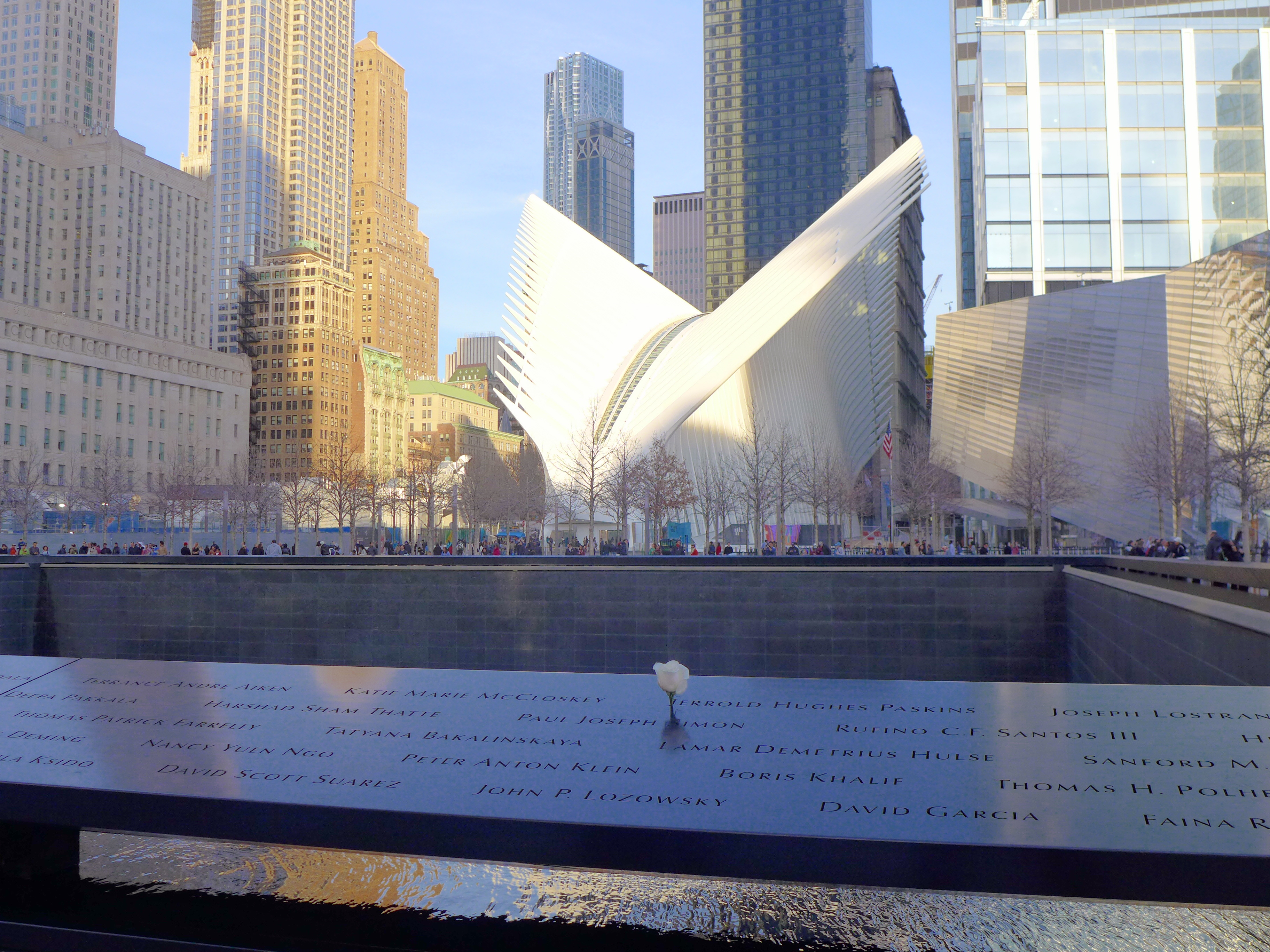
North Pool en Oculus

Het monument Reflecting Absence (Reflectie van afwezigheid) eert de slachtoffers van de aanslagen op 11 september 2001 en de bomaanslag op het World Trade Center in 1993. Het monument, ontworpen door Peter Walker en de Israëlisch-Amerikaanse architect Michael Arad, bestaat uit een veld met bomen die worden onderbroken door de "voetafdrukken" of grondvlakken van de Twin Towers. Eeuwig stromend water vult de voetafdrukken, waarop zich langs vier zijden een gedenksteen bevindt met de namen van de slachtoffers.
Het museum ter ere van de slachtoffers én de torens zou aanvankelijk een jaar na het monument openen, maar dit werd vooruitgeschoven naar 2012. Uiteindelijk stelde orkaan Sandy de voltooiing van het museum nog wat langer uit.
Het museum werd voltooid en geopend voor families van de slachtoffers op 15 mei 2014 en was vanaf 21 mei 2014 toegankelijk voor het grote publiek. Santiago Calatrava ontwierp tegenover het museum de World Trade Center Transportation Hub ("Oculus") met het winkelcentrum Westfield World Trade Center ter vervanging van het oude, verwoeste World Trade Center-station en dito winkelcentrum. Oculus verbindt het PATH-station met het WTC Cortlandt-station, de wijk Battery Park City, het winkelcentrum Brookfield Place (thans het vroegere World Financial Center) en het One World Trade Center in het westen. Met het nieuwe Liberty Park werd een stadspark aangelegd dat het nieuwe World Trade Center aanschouwt.
The Sphere, een door de aanslagen op 11 september 2001 zwaar beschadigde sculptuur die jarenlang op de locatie van het voormalige World Trade Center stond en meer bepaald aan de voet van de Twin Towers, staat sinds september 2017 permanent in de buurt van zijn oorspronkelijke locatie in Liberty Park.
Twee gebouwen die deel uitmaken van de herbouw zijn het Performing Arts Center en de kerk St. Nicholas Greek Orthodox Church, waarvan het eerste niet spoedig lijkt te zullen worden voltooid. Het Performing Arts Center, dat aangekondigd werd in 2004, stond gepland voor 2020. St. Nicholas Greek Orthodox Church werd voltooid in december 2022. De bouw lag stil sinds 2014, maar werd in 2018 opnieuw hervat.

## Galerij

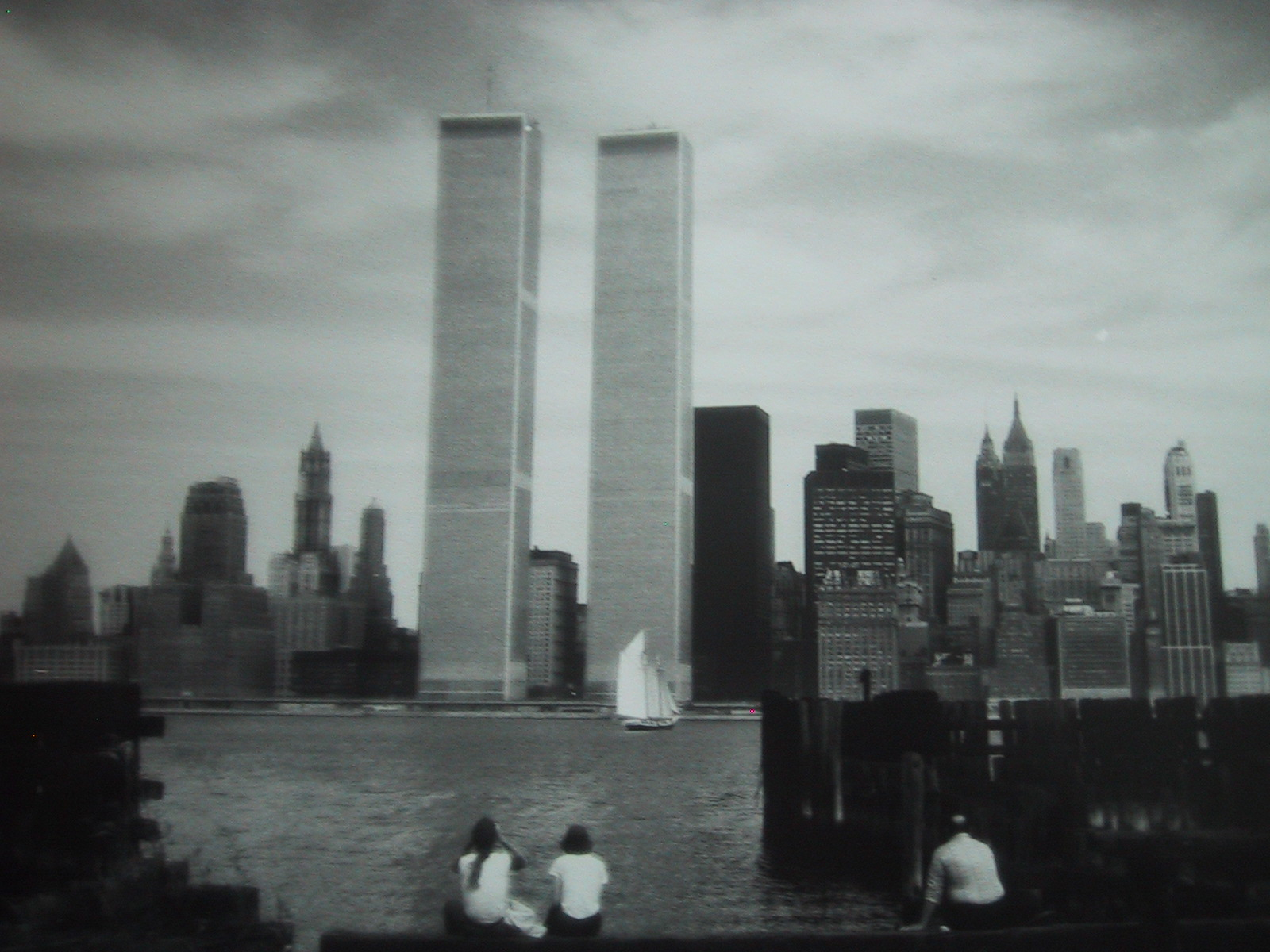
World Trade Center en Austin J. Tobin Plaza. Slechts vier gebouwen: de Twin Towers, het Five World Trade Center en het Six World Trade Center. Originele antenne North Tower. Circa 1973.
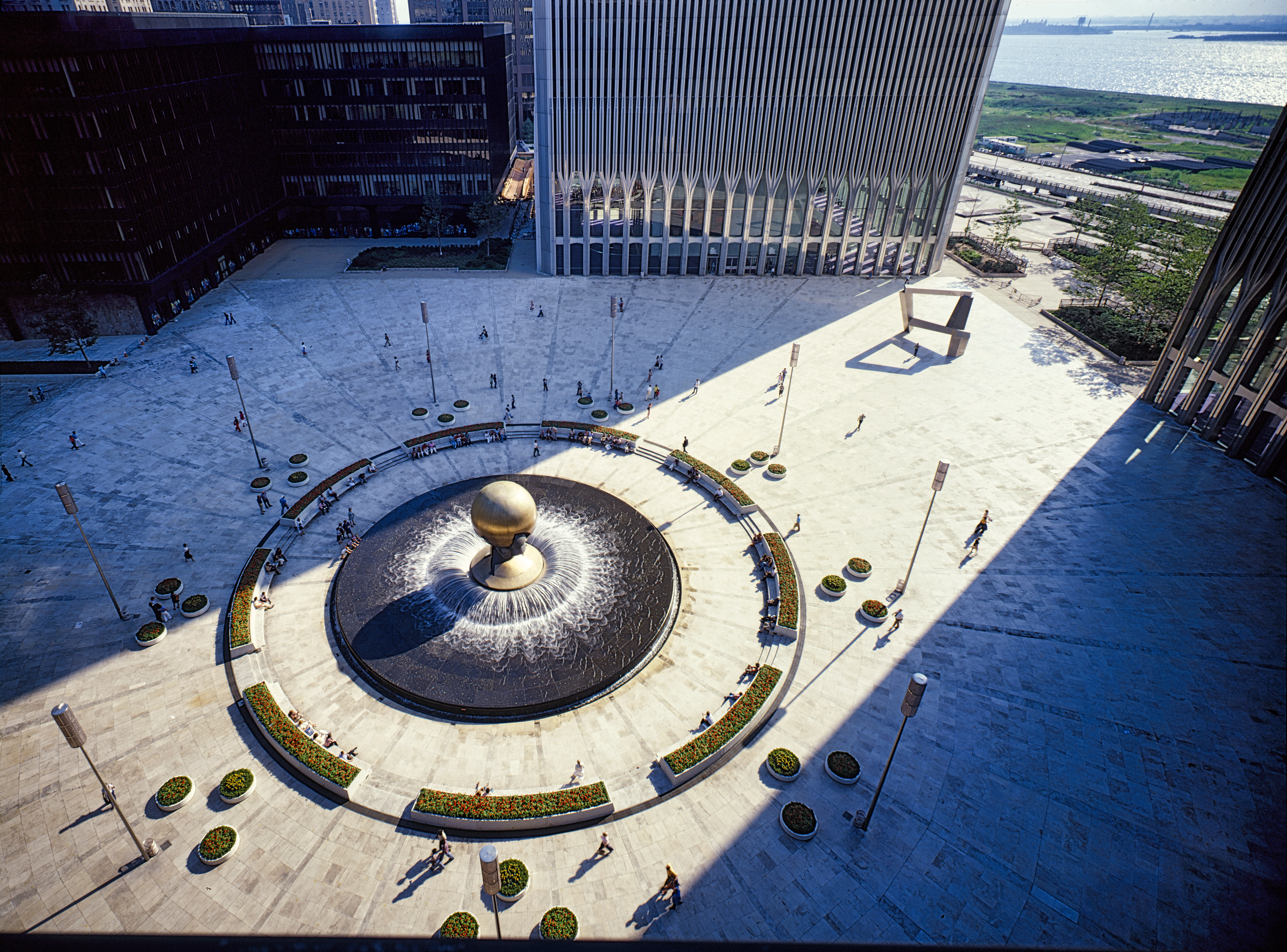
Austin J. Tobin Plaza met The Sphere. Circa 1976.
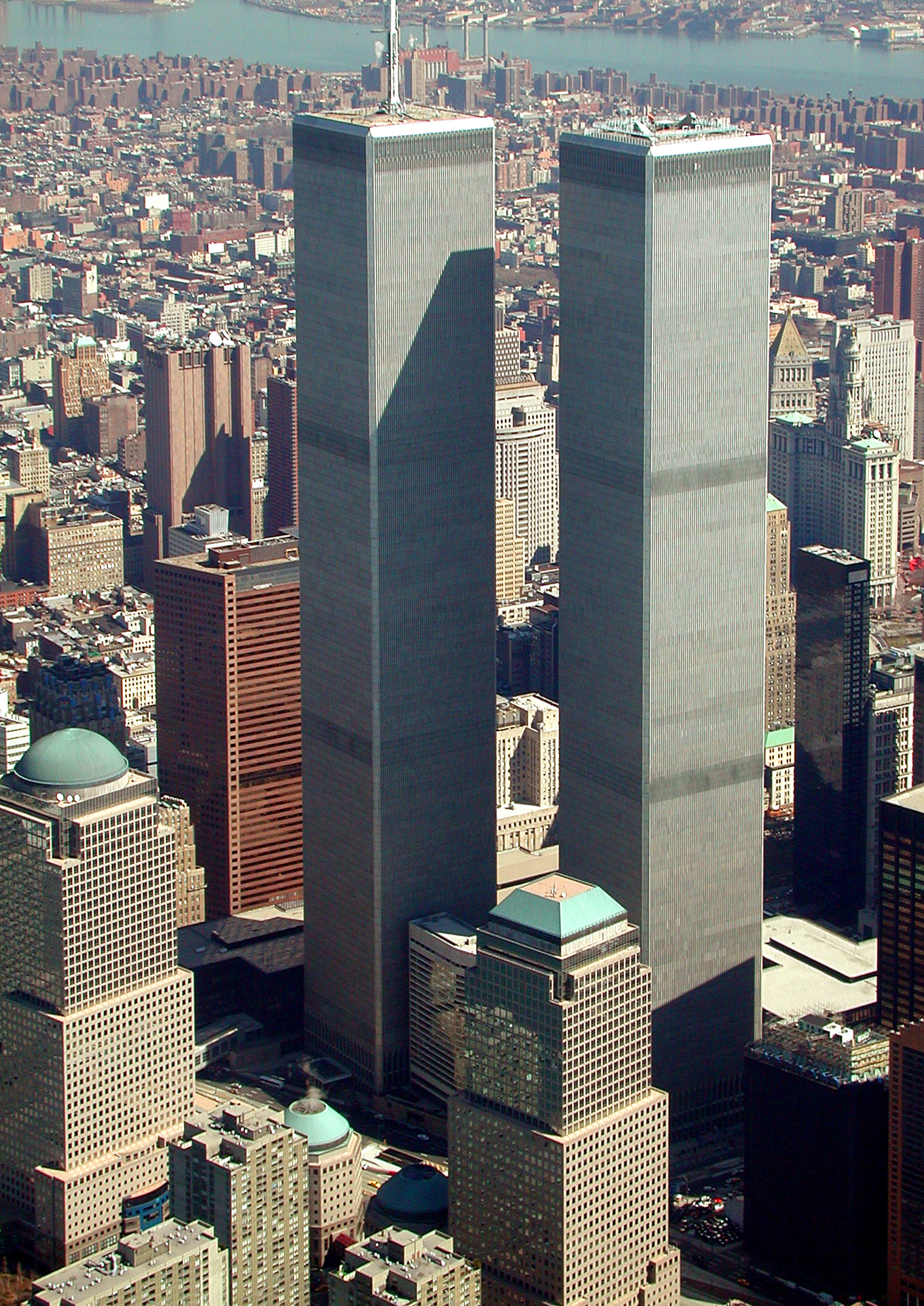
Het World Trade Center in maart 2001, alle zeven gebouwen zichtbaar.
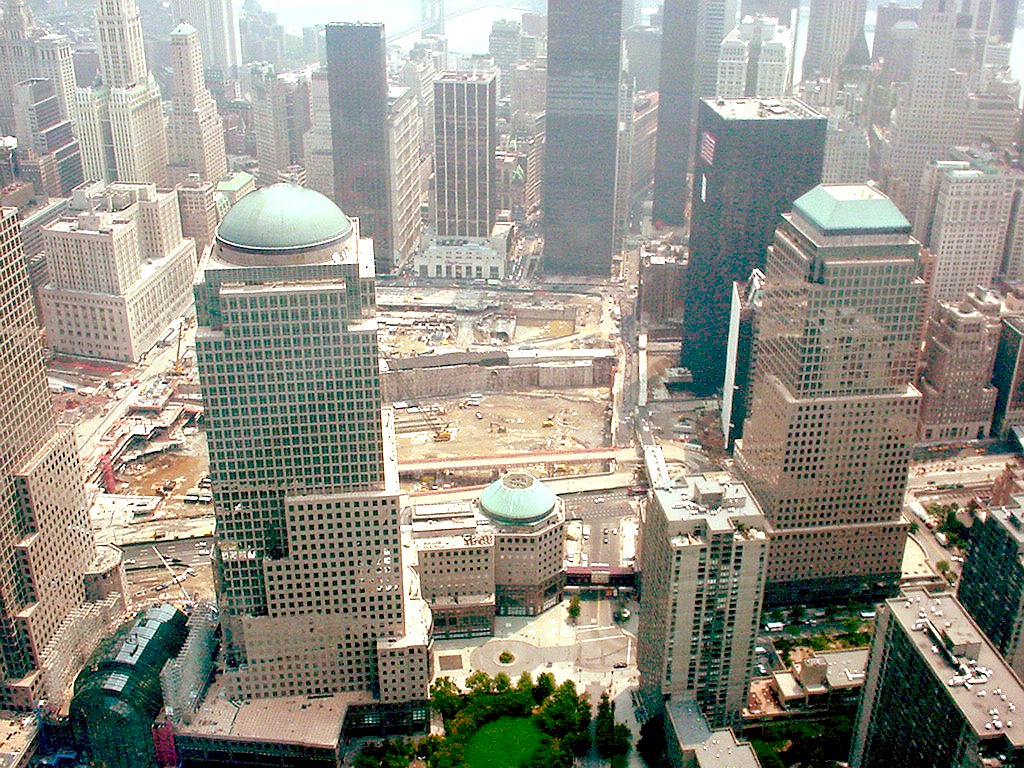
Wijk World Trade Center met het One en Two World Financial Center in 2002.
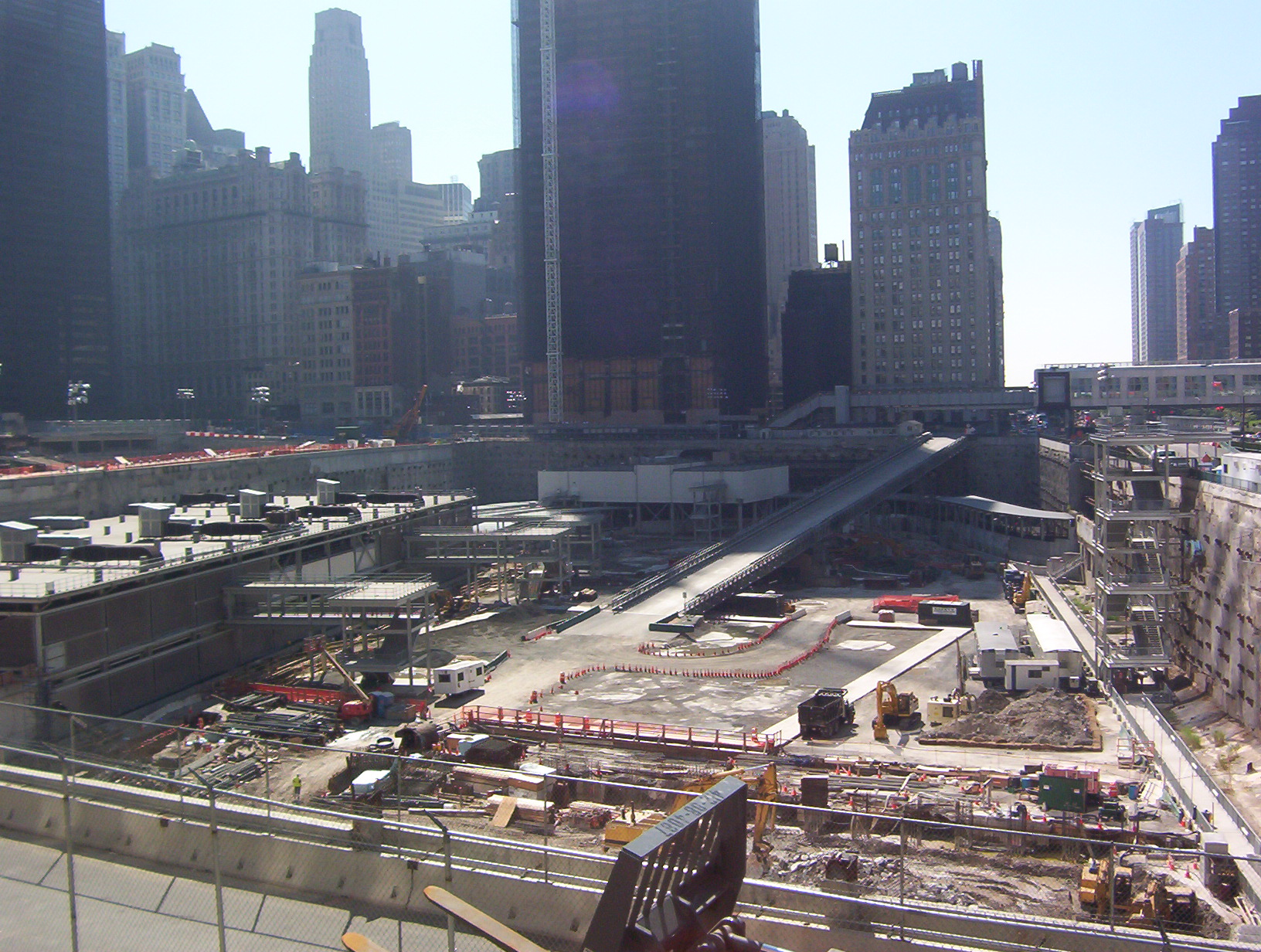
Wijk World Trade Center in 2006.
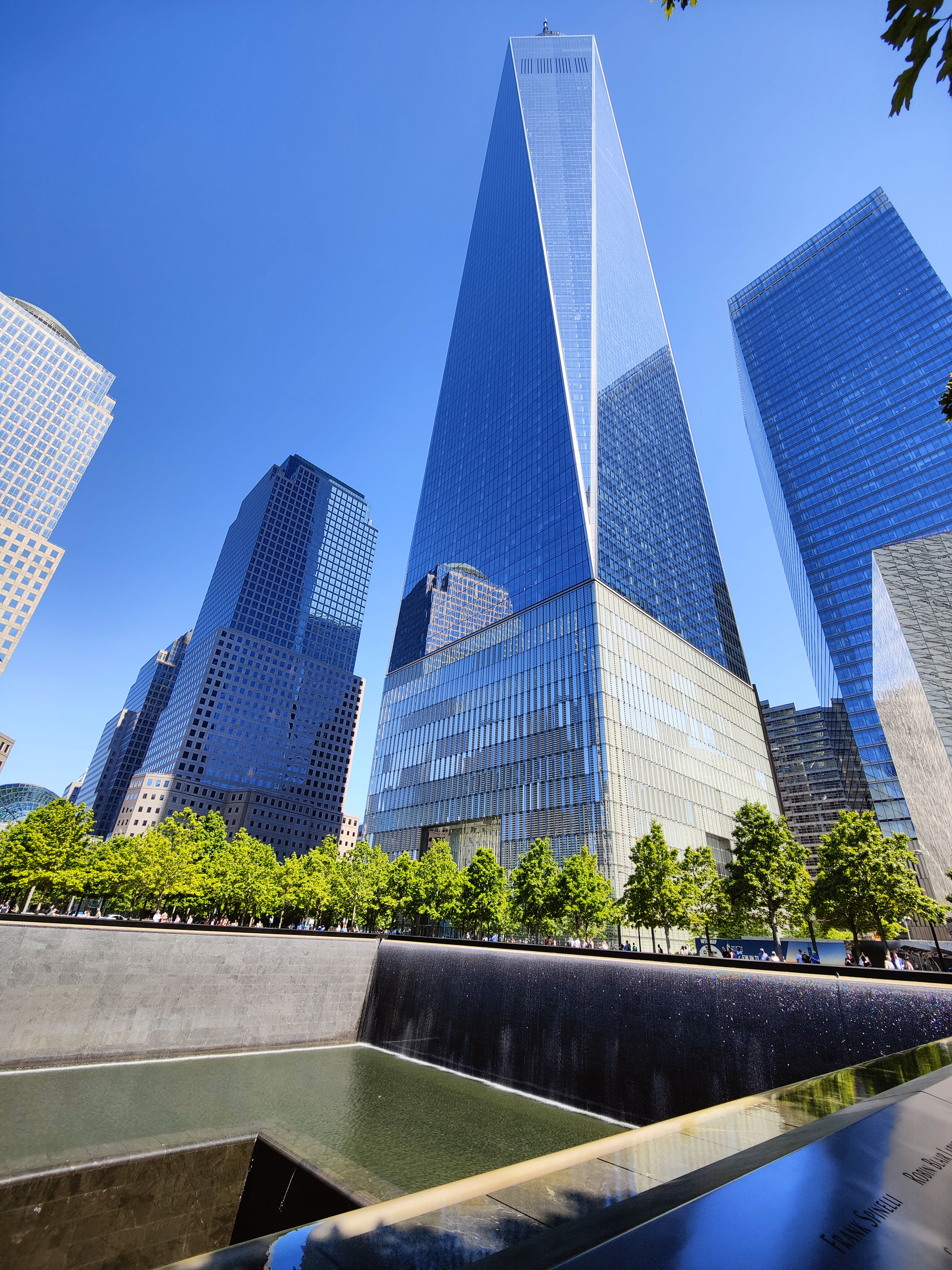
One World Trade Center, gezien vanaf het National September 11 Memorial & Museum 2022